# Sibirische Winterlibelle
Die Sibirische Winterlibelle (Sympecma paedisca) ist eine Libellenart aus der Gattung der Winterlibellen (Sympecma), die zu der Familie der Teichjungfern (Lestidae) gehört.

## Beschreibung

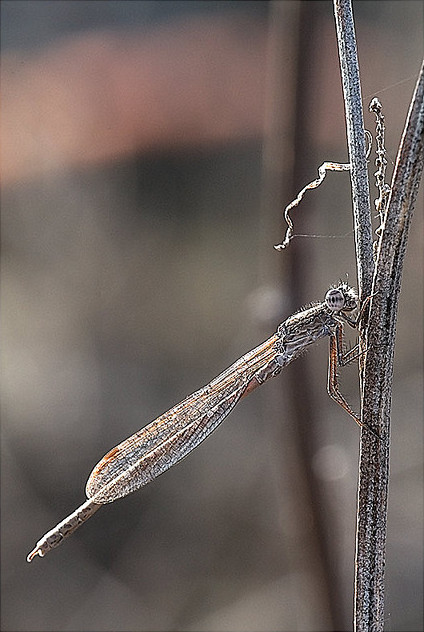
Sibirische Winterlibelle, mit Raureif überzogenes Männchen

Sibirische Winterlibellen erreichen eine Flügelspannweite von 4 bis 4,5 Zentimetern. Sie haben einen hell rotbraunen Körper mit einer dunklen Zeichnung auf dem Hinterleib. Die Augen und die Oberseite des Thorax sind dunkel. Die Brust der Tiere trägt zwei dunkle Streifen (Humeral- und Antehumeralstreifen). Die Gemeine Winterlibelle (Sympecma fusca) ist ihr sehr ähnlich, hat aber einen heller gefärbten Bauch. Bei der Sibirischen Winterlibelle weist der obere dunkle Streifen am Thorax (Antehumeral) eine kleine Ausbuchtung auf, die bei der Gemeinen Winterlibelle fehlt.

## Vorkommen
Die Sibirische Winterlibelle ist vor allem in Asien und Osteuropa weit verbreitet, kommt aber nach Westen bis zur Rhone vor. Sie lebt an pflanzenreichen, stehenden Gewässern. In Deutschland ist die Art relativ selten und fast ausschließlich im Alpenvorland sowie an den Seenplatten Nordostdeutschlands zu finden. In der bundesweiten Roten Liste wird sie als „vom Aussterben bedroht“ eingestuft.

## Lebensweise
Die Sibirische Winterlibelle überwintert als Imago. Dies kann entweder in Gewässernähe oder auch weit abseits von Gewässern erfolgen, wo man die Tiere mit Glück in Schlupfwinkeln oder in der Vegetation verborgen findet. An sonnigen Tagen unterbrechen sie ihre Winterruhe und können herumfliegend beobachtet werden. Ab Anfang April findet man sie wieder am Gewässer zur Paarung und Eiablage, ehe die überwinternde Generation (im Frühjahr kenntlich durch leuchtend tiefblaue Augen) Ende Mai abstirbt. Die Larvenentwicklung ist bereits nach drei Monaten abgeschlossen und die nächste Generation erscheint wieder ab Ende Juli. Am Gewässer sitzen die Winterlibellen meist ruhig und gut getarnt an hellen Stängeln, wobei sie ihre Flügel an den Körper legen. Diese Flügelhaltung ist untypisch für Teichjungfern. Bei der Eiablage werden die Eier in schwimmende Pflanzenteile gestochen. Nur selten geschieht dies nicht im Tandem. Das Verhalten gleicht dem von S. fusca.
Über ihre Entwicklung ist nicht viel bekannt, sie dürfte aber ähnlich wie bei S. fusca verlaufen.